# マリア・ホセ・リエンダ
マリア・ホセ・リエンダ・コントレラス（スペイン語: María José Rienda Contreras、1975年6月12日 - ）は、スペイン・グラナダ出身のアルペンスキー選手。

## 経歴
スペイン南部のアンダルシア地方にあるグラナダ出身である。グラナダ郊外にはシエラネバダ山脈があり、この山脈にあるシエラ・ネバダ・スキー場はヨーロッパ最南端のスキー場である。父親がシエラネバダ山脈の基地で働くようになると、マリア・ホセ・リエンダは9歳の時にスキーを始めた。
2002年にはアメリカ合衆国のソルトレークシティで開催されたソルトレークシティオリンピックに出場し、大回転で6位となった。この種目にはスペインからアナ・ガリンド・サントラリア（25位）とカロリーナ・ルイス・カスティージョ（失格）も出場している。オリンピックの大回転における6位という成績は、今日に至るまでスペイン人女性選手の最高位である。
2003年10月25日、オーストリアのソーデンで開催されたワールドカップでは初めて表彰台（3位）に上がった。2003-2004シーズンにはさらに2度表彰台に上っており、シーズン総合3位となった。2004-2005シーズン序盤には再びソーデンでのワールドカップで3位となり、スイスのサンモリッツで開催されたワールドカップでも3位となった。2005年2月20日、スウェーデンのオーレで開催されたワールドカップで初優勝した。スペイン人女性としては1992-1992シーズンにブランカ・フェルナンデス・オチョアが優勝して以来のことだった。2005年3月13日にはスイスのレンツァーハイデで開催されたワールドカップでも優勝した。2004-2005シーズンはワールドカップ2勝を記録し、2シーズン連続でシーズン総合3位となった。
2006年にはイタリアのトリノで開催されたトリノオリンピックに出場し、開会式ではスペイン選手団の旗手を務めた。大回転では前回大会を下回る13位となった。この種目にはスペインからカロリーナ・ルイス・カスティージョ（20位）も出場している。

## 成績

### ワールドカップでの勝利
| シーズン  | 日付           | 場所                 | 種目   | 順位 |
| --------- | -------------- | -------------------- | ------ | ---- |
| 2004-2005 | 2005年2月20日  | オーレ               | 大回転 | 1位  |
| 2004-2005 | 2005年3月13日  | レンツァーハイデ     | 大回転 | 1位  |
| 2005-2006 | 2005年12月10日 | アスペン             | 大回転 | 1位  |
| 2005-2006 | 2006年2月3日   | オフターシュヴァング | 大回転 | 1位  |
| 2005-2006 | 2006年2月4日   | オフターシュヴァング | 大回転 | 1位  |
| 2005-2006 | 2006年3月5日   | ハーフィエル         | 大回転 | 1位  |

### オリンピックでの結果
| 年   | 場所               | 種目   | 順位 |
| ---- | ------------------ | ------ | ---- |
| 1994 | リレハンメル       | 大回転 | 21位 |
| 1998 | 長野               | 大回転 | 12位 |
| 2002 | ソルトレークシティ | 大回転 | 6位  |
| 2006 | トリノ             | 大回転 | 13位 |
| 2010 | バンクーバー       | 大回転 | 38位 |